# Irena Klepfisz
Irena Klepfisz (ur. 17 kwietnia 1941 w Warszawie) – żydowska pisarka i działaczka społeczna.

## Życiorys
Urodziła się w warszawskim getcie. Ewakuowana stamtąd podczas powstania w getcie, w którym zginął jej ojciec, działacz Bundu Michał Klepfisz, trafiła wraz z matką na wieś, gdzie ukrywały się do końca wojny. Przez krótki czas mieszkała w Łodzi, potem wyemigrowała do Szwecji, a w 1949 do Stanów Zjednoczonych. Tam studiowała literaturę angielską i jidysz na City College of New York i Uniwersytecie Chicagowskim.
Jej pierwszym językiem był polski. Jidysz zaczęła się uczyć dopiero w żydowskiej szkole w Łodzi. Był on narzędziem codziennej komunikacji kręgu rodzinno-towarzyskiego, w którym obracała się jej matka. Uznanie przyniosły jej tłumaczenia żydowskich poetek Kadya Molodowsky i Fradl Shtok.
Działała w organizacjach feministycznych, lesbijskich, a także w świeckich stowarzyszeniach żydowskich. Współzałożyła The Jewish Women’s Committee to End the Occupation of the West Bank and Gaza (pol. Komitet Żydowskich Kobiet na Rzecz Zakończenia Okupacji Zachodniego Brzegu i Gazy).

## Twórczość
Zaczęła publikować w 1971. Współpracowała z magazynami feministycznymi takimi jak „Conditions” (o profilu lesbijskim) czy „Bridges”, kwartalniku żydowskim o tematyce kobiecej. Była także współwydawczynią tomu The Tribe of Dina: A Jewish Women’s Anthology (pol. Plemię Diny: Żydowska antologia kobieca).
W 2024 w wydawnictwie słowo/obraz terytoria ukazała się książka Pomiędzy światami / Between Worlds, która obejmuje obszerny wybór wierszy, przypowieści i esejów Ireny Klepfisz. Jest to edycja dwujęzyczna zawierająca przekłady na język polski i teksty w oryginale.